# Амбрён (кантон)
Амбрён (фр. Embrun) — кантон во Франции, находится в регионе Прованс — Альпы — Лазурный Берег, департамент Верхние Альпы. Входит в состав округа Гап.
Код INSEE кантона — 0508. Всего в кантон Амбрён входит 8 коммун, из них главной коммуной является Амбрён.

## Коммуны кантона
| Коммуна             | Население, чел. (1999) | Почтовый индекс | Код INSEE |
| ------------------- | ---------------------- | --------------- | --------- |
| Амбрён              | 6 152                  | 05200           | 05046     |
| Баратье             | 461                    | 05200           | 05012     |
| Креву               | 103                    | 05200           | 05044     |
| Кро                 | 744                    | 05200           | 05045     |
| Лез-Ор              | 446                    | 05200           | 05098     |
| Сен-Совёр           | 392                    | 05200           | 05156     |
| Сент-Андре-д’Амбрён | 495                    | 05200           | 05128     |
| Шатору-лез-Альп     | 927                    | 05380           | 927       |

## Население
Население кантона на 2007 год составляло 10 600 человек.
| 1962  | 1968  | 1975  | 1982  | 1990  | 1999  | 2006 | 2007   | 2008 |
| ----- | ----- | ----- | ----- | ----- | ----- | ---- | ------ | ---- |
| 5 992 | 6 624 | 6 828 | 7 945 | 8 872 | 9 720 | —    | 10 600 | —    |